# منتخب مقدونيا الشمالية لكرة الماء
منتخب مقدونيا الوطني لكرة الماء هو المنتخب الذي يمثل مقدونيا في منافسات كرة الماء للرجال، ويقوم إتحاد مقدونيا للسباحة بإدارة شؤونه.